# Georg Jacoby (Regisseur)

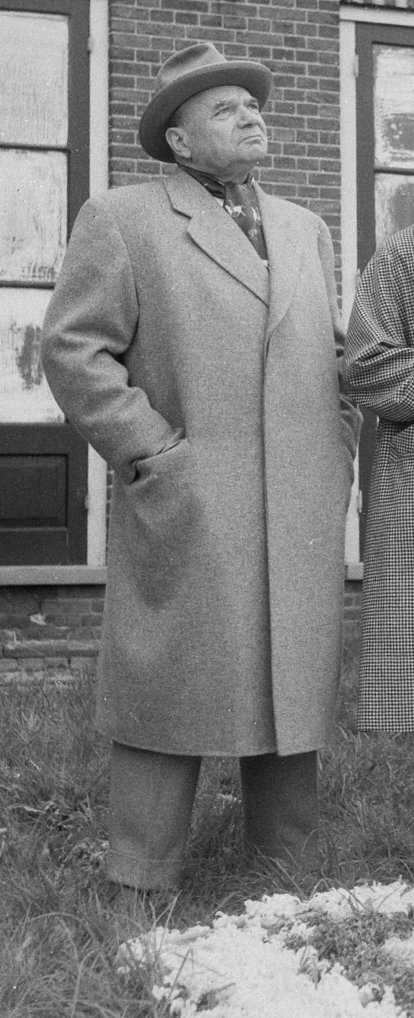
Georg Jacoby, 1953

Georg Gustav Franz Jacoby (* 23. Juli 1882 in Mainz; † 21. Februar 1964 in München) war ein deutscher Autor, Filmproduzent und Regisseur, der bei mehr als 200 Filmen Regie führte.

## Leben
Georg Jacoby wurde im Juli 1882 in Mainz als Sohn des Theaterdirektors und Lustspielautors Wilhelm Jacoby und seiner Ehefrau Elisabeth geboren. Durch seinen Vater hatte er schon früh Kontakt zur Bühne. Seine Laufbahn begann er als Schauspieler an den Stadttheatern von Bremen und Königsberg, beschloss aber dann, ins Regiefach zu wechseln und ging nach Berlin.
1913 konnte er bei der späteren Literaria Film erstmals Regie führen. Aus dieser Zeit stammen auch seine ersten Drehbücher, die er auf Anregung von Rosa Porten verfasste. Während des Ersten Weltkriegs drehte er Propagandafilme im Auftrag des Bild- und Filmamts (BUFA) und für die Mars-Film.
1916 erhielt Jacoby von Fürst und Zaren Ferdinand von Bulgarien für die Regie des Films Bogdan Stimoff das Ritterkreuz des Alexanderordens.
Nach dem Kriegsende wechselte er zur UFA und produzierte Aufklärungsfilme. Jacoby heiratete am 20. April 1922 in Schöneberg die aus Budapest gebürtige Schauspielerin Edith Meller, doch am 18. April 1930 erfolgte die Scheidung. Die Schauspielerin Elga Brink war anschließend seine Lebensgefährtin. Er arbeitete verstärkt als Drehbuchautor und Filmproduzent (u. a. mit der Georg Jacoby-Film AG) und drehte Komödien, monumentale Werke (Quo vadis mit Emil Jannings), erotisch-exotische Stoffe und Justizdramen. Mit dem Beginn des Tonfilms konzentriert er sich auf unverbindliche und seichte Unterhaltung. Aus dieser Zeit stammt aber auch sein Sittenfilm Moral und Liebe, der noch in seinem Erscheinungsjahr 1933 von den Nazis verboten wurde.
Jacoby arbeitete weiter für die UFA. Bei den Dreharbeiten zu Heißes Blut lernte er seine spätere zweite Ehefrau Marika Rökk kennen. Mit ihr, Johannes Heesters und einem konstanten Team vom Produzenten bis zu Kameramann, Choreographen und Komponisten drehte Jacoby in den 1930er-Jahren eine Serie typischer „Jacoby-Rökk-Filme“. Am 30. Juli 1937 beantragte er die Aufnahme in die NSDAP und wurde rückwirkend zum 1. Mai desselben Jahres aufgenommen (Mitgliedsnummer 5.543.037). Nach dem Ende des Nationalsozialismus wurde Jacoby wegen seiner Parteimitgliedschaft in Deutschland und Österreich bis 1947 mit einem Betätigungsverbot belegt. Erst 1950 setzte er seine Arbeiten im erprobten Stil fort, produzierte aber auch wieder Komödien und Kriminalfilme, bei denen er an seine Inszenierungen der späten 1920er Jahre anknüpfte.
Von 1940 bis zu seinem Tod war er in zweiter Ehe mit Marika Rökk verheiratet, aus der Ehe ging Gabriele Jacoby hervor.
Jacoby starb im Februar 1964 in München. Sein Grab befindet sich auf dem Wiesbadener Nordfriedhof.

## Werke
Die exakte Anzahl der Filme Jacobys ist umstritten. Teilweise ist von 210 Spielfilmen die Rede, andere Quellen zählen rund 230 Filme.

### Filmografie (Auswahl)

#### Bis 1918
- 1913: Buckelhannes (nur Darsteller)
- 1913: Madame Incognito
- 1914: Das Rennen um Leben (nur Buch)
- 1914: Der letzte Flug
- 1915: Die Tänzerin
- 1915: König Motor
- 1915: Der schwarze Moritz
- 1916: Ein toller Einfall
- 1916: Ein tolles Mädel
- 1916: Bogdan Stimoff
- 1916: Die Entdeckung Deutschlands[8]
- 1917: Der feldgraue Groschen
- 1917: Unsühnbar
- 1917: Jan Vermeulen, der Müller aus Flandern

#### 1918–1933
- 1918: Dem Licht entgegen (Fragment von 15 min. erhalten im Filmmuseum München) Pro-Kriegs-Film i. A. der OHL
- 1918: Keimendes Leben (2 Teile)
- 1919: Das Schwabemädle
- 1919: Moral und Sinnlichkeit
- 1919: Vendetta
- 1919: Komtesse Dolly
- 1919: Das Karussell des Lebens
- 1919: Kreuziget sie!
- 1919: Erdgift (Drehbuch)
- 1920: Hundemamachen (Drehbuch)
- 1920: Die schwarze Rose von Cruska
- 1920: Va banque (Co-Drehbuch)
- 1920: Künstlerlaunen
- 1920: Indische Rache (Künstler. Oberleitg.)
- 1921: Der Tod und die Liebe (Drehbuch)
- 1921: Der Mann ohne Namen (6 Teile)
- 1922: Das Mädel mit der Maske (Co-Drehbuch)
- 1923: So sind die Männer
- 1923: Das Paradies im Schnee
- 1924: Komödianten des Lebens
- 1924: Quo Vadis? (Co-Regie)
- 1925: Der Hahn im Korb
- 1925: Der Ritt in die Sonne
- 1926: Das Gasthaus zur Ehe
- 1926: Der Stolz der Kompanie
- 1926: Der dumme August des Zirkus Romanelli
- 1927: Die Frau ohne Namen (2 Teile)
- 1927: Die Insel der verbotenen Küsse
- 1927: Die Jagd nach der Braut
- 1927: Colonialskandal
- 1927: Zerbrochene Ehe (The Fake)
- 1928: Indizienbeweis
- 1928: Der Faschingskönig
- 1929: Meineid
- 1929: Mutterliebe
- 1929: Frauen am Abgrund
- 1930: Der Witwenball
- 1930: Der keusche Josef
- 1930: Die Lindenwirtin
- 1930: Geld auf der Straße
- 1930: Pension Schöller
- 1930: 1000 Worte Deutsch
- 1931: Die Blumenfrau von Lindenau
- 1931: Der verjüngte Adolar
- 1931: Hurra – ein Junge!
- 1931: Strohwitwer
- 1931: Die spanische Fliege
- 1931: Kadetten
- 1932: Melodie der Liebe
- 1932: Liebe in Uniform
- 1933: Der große Bluff
- 1933: Moral und Liebe
- 1933: Ist mein Mann nicht fabelhaft?

#### 1933–1945
- 1933: Das dreizehnte Weltwunder
- 1934: Die Csardasfürstin
- 1936: Heißes Blut
- 1936: Der Bettelstudent
- 1936: Herbstmanöver
- 1937: Gasparone
- 1937: Husaren, heraus
- 1937: Die Kronzeugin
- 1937: Spiel auf der Tenne
- 1937: Und du mein Schatz fährst mit
- 1938: Eine Nacht im Mai
- 1938: Großalarm
- 1939/41: Frauen sind doch bessere Diplomaten
- 1940: Kora Terry
- 1941: Tanz mit dem Kaiser
- 1942: Hab mich lieb! (Drehbuch)
- 1944: Die Frau meiner Träume

#### Nach 1945
- 1950: Kind der Donau
- 1951: Frühling auf dem Eis
- 1951: Die Csardasfürstin
- 1951: Sensation in San Remo
- 1952: Pension Schöller
- 1953: Maske in Blau
- 1953: Die geschiedene Frau
- 1955: Gestatten, mein Name ist Cox
- 1955: Drei Mädels vom Rhein
- 1955: Drei Tage Mittelarrest
- 1956: Ich und meine Schwiegersöhne
- 1956: Die wilde Auguste
- 1956: Zu Befehl, Frau Feldwebel!
- 1957: Nachts im Grünen Kakadu
- 1957: Familie Schimek
- 1958: Bühne frei für Marika
- 1959: Die Nacht vor der Premiere
- 1960: Pension Schöller
- 1960: Bomben auf Monte Carlo